# Epiplema puncticulosa
Epiplema puncticulosa är en fjärilsart som beskrevs av Inoue 1998. Epiplema puncticulosa ingår i släktet Epiplema och familjen Uraniidae. Inga underarter finns listade i Catalogue of Life.